# Cosmorhoe costimacula
Cosmorhoe costimacula är en fjärilsart som beskrevs av Edward Alfred Cockayne 1953. Cosmorhoe costimacula ingår i släktet Cosmorhoe och familjen mätare. Inga underarter finns listade i Catalogue of Life.